# Uranotaenia bimaculiala
Uranotaenia bimaculiala är en tvåvingeart som beskrevs av George Frederick Leicester 1908. Uranotaenia bimaculiala ingår i släktet Uranotaenia och familjen stickmyggor. Inga underarter finns listade i Catalogue of Life.